# Érints meg / Kenyéren és vízen
1971  őszén jelent meg a Locomotiv GT második kislemeze, melyen az Érints meg / Kenyéren és vízen című dalok kaptak helyet. A kislemez egyúttal az első nagylemezük bemutató korongja volt. Még 1971 novemberében az LGT díszvendégként kiutazhatott a tokiói, Yamaha - World Popular Song Festival-ra, ahol az Érints meg angol verziója (Touch Me, Love Me, Rock Me) nagy sikert aratott, éppen ezért nem volt kétséges, hogy a kislemez "A" oldalára az Érint meg c. szám kapjon helyett. A kislemezen eképpen is van feltüntetve: „Érints meg (TOKYO'71)”.
A kislemez "B" oldalán található, Kenyéren és vízen című szerzemény két szempontból is érdekes, elsősorban azért, mert az együttes ezzel a dallal kísérletezett először a progresszív rock stílus irányzattal (a dalban kevés szöveg, ám hosszabb instrumentális improvizáció található), amely később a '71 decemberében megjelenő első nagylemezükön teljesedik ki. A második szempontból pedig, hogy a Kenyéren és vízen csak ezen a kislemezen található meg hivatalos formában, ugyanis az 1992-ben megjelenő "A Locomotiv GT összes kislemeze" válogatáslemez, LP és CD változatairól valamilyen oknál fogva lemaradt, bár ezt leginkább azzal magyarázzák, hogy a hanghordozók kapacitásából kifolyólag nem fért fel a dal, így hanghordozón mind a mai napig csak mono hangzásban lehet elérni.
Az LGT első kislemezével ellentétben, a második kislemezből nem készült annyi példányszám, hogy több szériát is elérjen. Az első kiadások még LGT papír tasakokban jelentek meg, melyeken fehér alapon, piros színű betűkkel volt látható az együttes neve. Miután ez a széria elfogyott, a fennmaradó példányok már MHV-Pepita egységes tasakokkal kerültek a boltokba.

## A kislemez dalai
A: Érints meg (Frenreisz Károly/Adamis Anna) – 3:55
B: Kenyéren és vízen (Barta Tamás/Adamis Anna) – 4:35

## Kiadások
| Év   | Kiadó      | Formátum | Sorszám | Megjegyzések |
| ---- | ---------- | -------- | ------- | ------------ |
| 1971 | MHV Pepita | SP       | SP 901  |              |

## Közreműködők
- Barta Tamás – gitár
- Frenreisz Károly – ének, basszusgitár
- Laux József – dob
- Presser Gábor – ének, orgona
- Adamis Anna – versek